# Resolutie 2119 Veiligheidsraad Verenigde Naties
Resolutie 2119 van de Veiligheidsraad van de Verenigde Naties werd op 10 oktober 2013 unaniem aangenomen door de VN-Veiligheidsraad. De resolutie verlengde de vredesmacht in Haïti verder met een jaar.
Er was ook kritiek op deze vredesmacht te horen. Zo vond het Verenigd Koninkrijk het zinloos dat er vijfduizend blauwhelmen waren in een land waar geen conflict was, en meende dat hun taken beter door andere VN-organisaties zouden kunnen worden overgenomen. Het land steunde dan ook een nog snellere terugtrekking dan voorzien was.

## Achtergrond
Haïti wordt al sedert de jaren 1990 geplaagd door politieke chaos, corruptie en rebellen. In 2004 stuurde de VN de MINUSTAH-vredesmacht naar het land om de orde te handhaven.
In de jaren 2000 werd het land ook al veelvuldig getroffen door natuurrampen. Zo bracht een zware aardbeving het land, alsook de aanwezige VN-troepen, op 12 januari 2010 grote schade toe.

## Inhoud
MINUSTAH's mandaat werd verlengd tot 15 oktober 2014. De Veiligheidsraad onderschreef ook de aanbeveling van secretaris-generaal Ban Ki-moon om het militaire component met twintig procent in te krimpen, tot 5021 troepen. Het politiecomponent bleef met 2601 manschappen even sterk.
Het uitbouwen van Haïti's justitie en gevangeniswezen, en de rol van de nationale politie daarin, bleven prioriteit. Het land stond ook voor een enorme humanitaire uitdaging. Meer veiligheid moest gepaard gaan met sociale en economische ontwikkeling. De overheid spande zich bovendien in om de cholera-epidemie onder controle te krijgen.
Er moesten verder vrije verkiezingen worden gehouden. Bendes, georganiseerde misdaad, drugs-, mensen- en wapenhandel moesten worden aangepakt. Bendegeweld tegen kinderen en seksueel geweld waren een groot probleem.

## Verwante resoluties
- Resolutie 2012 Veiligheidsraad Verenigde Naties (2011)
- Resolutie 2070 Veiligheidsraad Verenigde Naties (2012)
- Resolutie 2180 Veiligheidsraad Verenigde Naties (2014)
- Resolutie 2243 Veiligheidsraad Verenigde Naties (2015)

Lijst ·  2086 ·  2087 ·  2088 ·  2089 ·  2090 ·  2091 ·  2092 ·  2093 ·  2094 ·  2095 ·  2096 ·  2097 ·  2098 ·  2099 ·  2100 ·  2101 ·  2102 ·  2103 ·  2104 ·  2105 ·  2106 ·  2107 ·  2108 ·  2109 ·  2110 ·  2111 ·  2112 ·  2113 ·  2114 ·  2115 ·  2116 ·  2117 ·  2118 ·  2119 ·  2120 ·  2121 ·  2122 ·  2123 ·  2124 ·  2125 ·  2126 ·  2127 ·  2128 ·  2129 ·  2130 ·  2131 ·  2132